# Agro nocerino-sarnese
L'Agro nocerino-sarnese, collocato a metà strada tra Napoli e Salerno, è un territorio che comprende 14 comuni della provincia di Salerno, per una superficie complessiva di 188,1 km² e quasi 300 000 abitanti, con una densità di popolazione pari a 1 807 abitanti per km².

## Geografia fisica

### Territorio
La dizione "agro sarnese-nocerino", anche se comunemente accettata, è in realtà impropria. L'agro nocerino e l'agro sarnese sono state sempre due aree distinte, sebbene adiacenti: l'agro nocerino corrispondeva alle terre tra, Nocera, Pagani, Sant'Egidio, Corbara, Angri e Scafati, e Roccapiemonte, Castel San Giorgio, Siano e Bracigliano; l'agro sarnese corrispondeva alle terre tra Sarno, San Marzano sul Sarno, San Valentino Torio, Poggiomarino e Striano. La dizione "agro sarnese-nocerino" nasce negli anni venti del XX secolo all'indomani della fusione dei consorzi di bonifica dell'agro nocerino e dell'agro sarnese.
L'area comprende una porzione della valle del Sarno ed è geograficamente racchiusa a nord-est dai monti Picentini, che la separano dalla provincia di Avellino; a nord-ovest confina, invece, con il nolano e a ovest con il vesuviano, aree della città metropolitana di Napoli.
A sud ne è confine la barriera naturale dei monti Lattari.
Fanno parte dell'Agro i comuni di Angri, Bracigliano, Castel San Giorgio, Corbara, Nocera Inferiore, Nocera Superiore, Pagani, Roccapiemonte, San Marzano sul Sarno, San Valentino Torio, Sant'Egidio del Monte Albino, Sarno, Siano, Scafati.

### Clima
Circa il clima, l'Agro risente della benefica influenza del mare. Le escursioni termiche non sono notevoli e qualora il termometro scende al disotto dello zero, non vi permane a lungo. La grandine è piuttosto rara. I venti dominanti sono il Maestro del nord e lo Scirocco del sud.
Le piogge sono abbondanti in autunno, inverno e primavera; scarse o quasi nulle nell'estate. Sebbene le piogge difettino nei mesi estivi, l'umidità relativa dell'aria si mantiene piuttosto alta.

### Assetto idrogeologico
L'assetto idrogeologico dell'Agro è fortemente instabile. Oltre ai fenomeni di alluvioni occasionali e ciclici (la storia ne ricorda diverse, anche funeste), il territorio è soggetto a frane. Precipitazioni di carattere eccezionale possono portare a colate di fango dalle conseguenze spesso mortali.
Particolarmente grave fu l'alluvione del 5 maggio 1998, quando una terribile frana colpì duramente l'Agro e il confinante Vallo di Lauro facendo 137 vittime nella sola Sarno e altre decine nei centri limitrofi di Quindici, Bracigliano e Siano.
La furia della montagna mise in ginocchio i paesi colpiti, spazzando via interi quartieri e distruggendo per sempre la tranquilla vita di numerose famiglie.
Questa grande tragedia commosse l'Italia intera, giunsero infatti sul posto centinaia di giovani da ogni parte del Paese per aiutare nelle operazioni di soccorso e per dare una mano alle popolazioni colpite.
L'ultimo fenomeno si verificò il 4 marzo 2005, quando una frana in località Santa Croce (al confine tra i comuni di Nocera Inferiore e Nocera Superiore) causò la morte di tre persone.
In passato una frana di dimensioni minori interessò il tratto nocerino dell'A3, travolgendo alcune auto in transito causando un morto.

### Orografia
Il territorio è circoscritto da due catene montuose (i monti Lattari e i Picentini), in questa zona la vetta più alta è quella del monte Cerreto (1316 m s.l.d.m comune di Tramonti) Ad ovest la valle è chiusa dal Vesuvio.

### Idrografia
La piana è dominata dal Sarno, alimentato principalmente dall'Alveo Comune Nocerino, formato a sua volta dai torrenti Cavaiola e Solofrana.

## Storia

### Età antica
Il territorio è stato abitato sin dalla Preistoria. Le testimonianze più antiche risalgono al Bronzo Antico.

#### La Cultura delle Tombe a Fossa
La cosiddetta Cultura delle Tombe a Fossa della Valle del Sarno è cronologicamente inquadrabile nell'Età del Ferro. Si tratta di una facies fino a pochi anni fa nota soltanto per le ampie e ricche necropoli.
La recente scoperta del villaggio di Poggiomarino ha mostrato l'ubicazione e l'organizzazione di uno dei primi insediamenti di questa popolazione.
Le necropoli principali sono note tra i comuni di San Valentino Torio (e nella confinante Striano),San Marzano sul Sarno e Pagani.

#### Le fonti
Le origini storiche del territorio sono state in parte documentate, grazie a leggende tramandate e rielaborate oralmente nel corso dei secoli, ad una parte della storiografia latina, rappresentata dal poeta e filosofo del I secolo a.C. Virgilio, dall'avvocato e poeta latino del I secolo d.C. Silio Italico e da un'importante scoperta archeologica fatta nel 2000 in località Longola, nel comune di Poggiomarino. Infatti durante i lavori per il depuratore del fiume Sarno, gli operai s'imbatterono in alcuni reperti archeologici che diedero il via a una serie d'indagini che hanno permesso con il tempo di fare più luce su quest'area ancora poco conosciuta.
Secondo le fonti antiche le popolazioni che abitavano queste aree erano note col nome sarrastri (o sarrasti). I sarrasti erano una tribù che la tradizione fa discendere dalla mitica ondata dei pelasgi che, nell'alta età del bronzo (intorno al 1600 a.C.) e provenienti dal Peloponneso, si insediarono in gran parte dell'Italia meridionale. Queste popolazioni si stabilirono anche nella valle sarnese, considerata precedentemente spopolata (addirittura senza un nome), e la tribù locale ribattezzò "Sarno" o "Sarro" il fiume ivi presente (in memoria di un altro fiume, il "Saron", che scorreva nella madrepatria da cui essi erano emigrati); questa tribù si autodenominò Sarrasti e con tale nome essi erano conosciuti anche dagli Etruschi.
Servio, citando Conone, ci dice che:
(Servio Mario Onorato, Commentarii in Vergilii Aeneidos libros, ad VII, 738)
Tale colonizzazione, secondo Gennaro Orlando, sarebbe avvenuta 750 anni prima della fondazione di Roma, intorno al 1503 a.C., tuttavia la realtà storica è molto diversa.
In alternativa, secondo una parte della storiografia greca rappresentata da Antioco di Siracusa nel V secolo a.C., da Aristotele nel IV secolo a.C., da Polibio nel II secolo a.C., l'intera zona vesuviana fino alle sorgenti del fiume Sarno era abitata dagli Opici, popolazione di origine indoeuropea, i quali si erano sostituiti ai più antichi Ausoni, anch'essi di origine indoeuropea (Antioco, in realtà, considera questi due etnonimi come riferiti a un'unica popolazione).
Gli Opici erano un antico popolo di ceppo latino falisco (o proto-latino), estesosi nella Campania pre-romana in una vasta regione che da loro prese il nome di "Opicia"; tale popolo si insediò nel contesto del primo processo di indoeuropeizzazione dell'Italia peninsulare, quello che portò all'ingresso nella penisola dei Protolatini (nel II millennio a.C.). Nei primi secoli del I millennio a.C. gli Opici furono anch'essi sopraffatti e assimilati dall'irruzione nella loro area di un nuovo nucleo di indoeuropei, questa volta di ceppo osco-umbro: il popolo degli Osci. Che gli Opici fossero una popolazione proto-osca distinta e non sovrapposta o confusa con essa è una tesi condivisa da diversi studiosi moderni. La presenza degli Osci in queste zone è tramandata anche da una parte della storiografia latina, rappresentata dallo scrittore Plinio il Vecchio e dal geografo Strabone nel I secolo d.C.. Lo stesso Strabone, tuttavia, nello stesso passo dà conto della presenza pelasgica nel territorio, considerandola successiva a quella osca.

#### Le fasi protostoriche e pre-romane
L'abbandono del villaggio di Poggiomarino e degli altri villaggi coevi comportò uno spostamento della popolazione verso luoghi più facilmente difendibili.
Molti ripararono verso la costa, altri verso l'interno dando vita, nel corso del VII secolo a.C., alle città di Nuceria e Pompei.
Le città furono fondate per volere degli Etruschi, che colonizzarono quest'area (fino a Sorrento da un lato e Salerno e Pontecagnano dall'altro), per contrastare il dominio dei Greci che avevano colonizzato Ischia e Cuma a nord e Paestum ed Elea a sud.
Con le sconfitte etrusche del 474 a.C. e del 423 a.C., questa popolazione si ritirò e il territorio entrò a far parte della Confederazione sannitica meridionale, con capitale Nuvkrinum Alafaternum.
Quando, nell'VIII secolo a.C., iniziò la colonizzazione delle coste della Campania ad opera di mercanti, contadini, allevatori, artigiani provenienti dalle singole comunità greche del Mar Egeo, la navigabilità del fiume Sarno favorì i rapporti di scambio di merci tra le popolazioni osche stanziate nell'entroterra delle valli del sarnese e quelle cosiddette "italiote" delle città greche fondate sulla costa; i traffici maggiori si instaurarono soprattutto con lo stanziamento di Pithecusa, fondato sull'isola d'Ischia, e in seguito anche con Cuma.
Intorno al 600 a.C. la piana attorno al Vesuvio vide il proliferare di insediamenti isolati di Etruschi, provenienti da Nord con base a Capua, principale città stato etrusca in Campania, da essi fondata nel X secolo a.C. La massima espansione etrusca in Campania giunse fino al golfo di Salerno, attraverso tutto il retroterra (la cosiddetta mesògaia, cioè terra di mezzo). L'estensione dei traffici dei coloni greci verso l'interno li portò in rotta di collisione con tali stanziamenti etruschi: nel 524 a.C. gli Etruschi cercarono di conquistare Cuma in una battaglia terrestre, ma furono battuti dalla cavalleria greca del tiranno Aristodemo.
Da quella fallita incursione, col passare del tempo, gli avamposti degli Etruschi nella zona del fiume Sarno rimasero sempre più isolati e andarono indebolendosi definitivamente, specie dopo l'ulteriore pesante sconfitta navale subita nella battaglia di Cuma del 474 a.C..
Di tale momento di debolezza approfittò la lega di popoli Sanniti che nel 423 a.C. conquistò Capua: ad essi gli Etruschi dovettero cedere il dominio anche delle aree di stanziamento poste più a Sud, corrispondenti all'attuale Agro nocerino-sarnese.
Le guerre sannitiche tra il IV ed il III secolo a.C. e le guerre puniche tra il III ed il II secolo a.C. ebbero per teatro l'Italia meridionale e Nuceria Alfaterna.
Nuceria Alfaterna, infatti, si alleò dapprima con i Sanniti e Roma, guidata da Quinto Fabio Massimo Rulliano, la conquistò nel 308 a.C. confederandola all'Urbe con tutti i suoi villaggi limitrofi, come ci tramanda Tito Livio, storico romano del I secolo a.C..
Alla lotta di Roma contro Annibale parteciparono anche le genti delle vallate dell'Ager Nucerinus in quanto Nocera, divenuta nel tempo fedele alleata di Roma, inviò in appoggio soldati raccolti anche dai territori limitrofi che perendo lasciarono a terra anche le loro insegne, a quanto ci riporta Silio Italico. Dopo la vittoriosa battaglia di Canne, Annibale marciò proprio contro Nocera.
Il toponimo valle dell'Orco con cui si designa la valle di Siano alluderebbe proprio alla furia devastante di Annibale, che vi eresse diversi accampamenti durante le operazioni di assedio. Tali presidi erano volti a chiudere ogni via di accesso dei viveri alla città di Nocera.
Quando finalmente, nel 216 a.C., dopo due mesi di assedio, il condottiero di Cartagine riuscì a vincere la resistenza dei nocerini, la cittadina venne completamente rasa al suolo e i suoi abitanti si dispersero nei boschi intorno, in insediamenti sparsi che divennero poi i nuclei abitativi basilari dei vari siti della successiva epoca romana imperiale, tra cui anche Siano..

### Epoca romana
Nocera fu riedificata dopo circa 20 anni per decreto del Senato Romano, a dimostrazione della stima per la fedeltà della sua gente, ma i suoi dintorni vennero nuovamente devastati nel corso della Guerra Sociale (91-88 a.C.), quando il sannita Gaio Papio Mutilo volle punirla per il suo schieramento dalla parte della Repubblica romana. I Romani penetrarono definitivamente nelle valli interne del Sarno e dell'Irno dopo aver domato Pompei, e si stabilirono nella vallata di Siano presumibilmente intorno all'88 a.C., allorché Lucio Cornelio Silla prevalse nella Guerra Sociale e decise di elargire terre ai veterani che avevano combattuto al suo fianco. Le terre del circondario vennero così divise tra le centurie romane ed affidate alla cura delle famiglie che vi si trasferirono.
Da ricordare di questo periodo anche la costruzione da parte dei Romani della via Popilia, intorno al 132 a.C., la prima della zona con tracciato in basalto, che favorì lo sviluppo economico e il commercio di tutta la parte dell'agro nocerino da essa attraversata, lungo un percorso il cui terreno fu via via fortemente caratterizzato dalle centuriazioni.
Intorno al 73 a.C. il diffuso malcontento dovuto allo strapotere romano fece scoppiare la rivolta dei gladiatori che, partita da Capua, si trasformò nella più estesa rivolta servile. Capo di questi schiavi e gladiatori fu Spartaco e a lui si aggregarono anche tutti quegli uomini del territorio nocerino e nolano i cui poderi e campi erano stati espropriati per passare in proprietà ai legionari di Silla, esasperati dallo stato di povertà in cui erano piombati. Durante la successiva terza guerra servile (73-71 a.C.), l'esercito di ribelli si accampò e saccheggiò in due tornate le campagne e le vallate nei dintorni di Nocera.
La tenacia e la fedeltà della gente dell'area procurò presso i Romani stima per la popolazione del luogo, tanto che Augusto ordinò di dedurre una colonia di legionari anziani ai piedi del monte Iulio, nel territorio della odierna frazione Aiello nel limitrofo comune di Castel San Giorgio; l'imperatore romano assegnò ad ogni ex legionario quaranta sesterzi ed un appezzamento di terreno mediante il quale procurarsi da vivere.
In età augustea (63 a.C. – 14 d.C.) per la costruzione della vicina tratta dell'acquedotto romano del Serino attraversante l'attuale territorio sangiorgese, acquedotto che serviva a rifornire il porto commerciale di Puteoli della stazione navale romana di Misenum, si imbastì un grande cantiere di lavoro edile.
Fino al terremoto di Pompei del 62 e alla eruzione del Vesuvio del 79 che seppellì Pompei, Ercolano e Stabiae, tutta la piana dell'attuale agro attraversò un florido periodo di tranquillità, ricoperta da ville rustiche romane dedite all'agricoltura ed in particolare alla produzione di vino. La cenere e i lapilli prodotti da quella storica eruzione distrussero una buona parte dei vitigni.
Dall'inizio del I secolo una grave crisi sia economica che culturale investì tutta la Campania, accentuata da alcuni forti terremoti e devastanti epidemie.
In questo periodo incominciò a diffondersi nella zona il primo Cristianesimo. La fede cristiana si propagò rapidamente anche in quest'area della Campania, sebbene i primi seguaci di Gesù si potessero riunire solo in case private, essendo a loro vietato il professare in pubblico la propria fede. Già dalla metà del II secolo il regime agrario dell'intera Campania subì una radicale trasformazione, caratterizzata dal ridimensionamento dell'agricoltura specializzata a vantaggio della cerealicoltura e della viticoltura, funzionarie alle necessità annonarie dell'Urbe.
Il generalizzato declino economico iniziato nel I secolo portò ad un impoverimento dei proprietari terrieri di tutto l'Ager Nucerinus, e i primi segni di ripresa si videro solo nei decenni finali del III secolo quando si assistette ad un risveglio della Campania tutta ad opera dell'imperatore romano Costantino che fu promotore di riforme amministrative, istituzionali e agrarie, specie negli anni conclusivi del suo regno.
Quando con l'editto di Costantino del 313 vi fu la pace religiosa, i luoghi di culto pagano nel circondario di Siano furono riadattati alle celebrazioni cristiane.
Nell'agosto del 410 i Visigoti, comandati da Alarico, misero a sacco Roma; evacuata dopo soli tre giorni la città, Alarico cominciò la marcia verso la Sicilia dalla quale passare poi in Africa per approvvigionarsi delle riserve di frumento dell'impero. Il suo esercito attraversò la zona del nolano e del nocerino, seguendo la consolare via Popilia e devastandone i territori limitrofi.
Nel 455 fu la volta dei Vandali di Genserico che dopo aver saccheggiato Roma si spostarono a Sud, razziando l'agro nocerino nel 456 e ancora nel 458. Le scorrerie dei Vandali avevano in genere un raggio di azione prospiciente le coste e le penetrazioni verso l'interno erano guidate dalle arterie locali presenti. I Vandali erano soliti razziare a piccoli gruppi e non attaccare direttamente le città fortificate; raggiunto l'Ager Nucerinus miravano agli insediamenti agricoli delle vallate limitrofe, sprovvisti di difesa, ma evitavano quasi sempre di danneggiare le colture.
Il dominio romano della zona durò fino all'invasione barbarica da parte degli Goti alla fine del V secolo: con la deposizione di Romolo Augusto da parte del re barbaro Odoacre avviene formalmente nel 476 la caduta dell'Impero romano d'Occidente. La Campania tutta passa sotto il dominio dei Goti.
Odoacre fu deposto nel 493 da Teodorico il Grande, re degli Ostrogoti (la branca orientale dei Goti), che rimase quindi l'unico padrone dell'Italia, pacificando l'intera Campania dopo le incursioni dei Visigoti e dei Vandali.
Anche a causa delle mutate condizioni storiche gli abitanti dell'agro nocerino tornarono a prediligere i siti collinari, più facilmente difendibili.

### Età medievale
Con la caduta dell'Impero romano d'occidente l'area dell'agro nocerino ed i loca sarnensis passarono sotto la giurisdizione dei bizantini di Napoli, prima, dei longobardi di Salerno, poi.
Nel 553 l'area fu scenario della battaglia dei Monti Lattari. Si trattò dello scontro decisivo tra gli ostrogoti e i bizantini di Napoli. La sconfitta del re Teia segnò la fine del regno goto in Italia. Il territorio a partire dal VII secolo passò ai Longobardi e fece capo al principato di Benevento, che vi istituì sicuramente una gastaldìa.
L'Urbs nucerina fu distrutta e con essa si spense anche la sua Diocesi. La città di Nuceria, come molte altre della Campania di quel periodo, si ridusse nella popolazione e cambiò il sito di ubicazione per ricollocarsi sulla più riparata collina di Sant'Andrea, nel territorio dell'attuale Nocera Inferiore.
Nello stesso periodo Sarno veniva elevata a contea (secolo X), su accordo tra Longobardi di Salerno e di Capua. Il conte estese la propria autorità sui territori precedentemente ricadenti nella circoscrizione della gastaldia sarnese. È in questo periodo, intorno all'VIII-IX secolo, che cominciano a formarsi o svilupparsi concretamente i primi nuclei abitativi delle future città dell'agro, come Angri, Scafati, Roccapiemonte, Sant'Egidio del Monte Albino.
Tutto il territorio, durante la prima epoca normanna nell'XI secolo, è difeso da un complesso e capillare sistema di castelli e nuclei fortificati che, naturalmente, comprendono anche i comuni che, oggi, non fanno parte dell'Agro Nocerino propriamente detto, come Palma Campania e Lettere. Successivamente, intorno all'XI – XII secolo nascerà anche Cortinpiano, il primo nucleo della città di Pagani. Durante il basso medioevo le realtà urbane dell'Agro Nocerino sono ormai chiaramente definite.
Nel 1066 vengono definitivamente ridisegnati i confini della Diocesi di Sarno, che racchiude il territorio compreso nella Contea di Sarno. Il territorio fu interessato da incursioni saracene e fu, successivamente assoggettato ai normanni. Nel XII secolo si svolse in questi luoghi la sanguinosa Battaglia di Nocera. D'ora in poi gli eventi dell'Agro Nocerino saranno direttamente correlati a quelli del capoluogo di regione.

#### Alto medioevo
Nel 536, per ordine dell'imperatore bizantino Giustiniano, l'esercito dell'impero orientale guidato dal generale Belisario attaccò gli Ostrogoti risalendo la penisola italiana lungo la via Popilia e passando quindi anche per l'Agro, fino ad assediare prima Napoli e poi Roma. I Bizantini non incontrarono troppa resistenza da parte degli abitanti delle zone attraversate, insofferenti com'erano alla eccessiva fiscalità imposta dagli invasori Goti.
Ciò segnò l'inizio della terza guerra greco gotica (535-553) che portò alla fine del dominio ostrogoto sul territorio dell'agro nocerino.
Lo scontro definitivo, passato alla storia come la "battaglia dei Monti Lattari", avvenne nel 553 proprio intorno al fiume Sarno, e fu combattuto tra gli eserciti di Teia, re dei Goti, e di Narsete, comandante dei Bizantini. I due schieramenti stazionarono per ben due mesi sulle rive opposte del fiume, prima della ritirata gota sui Monti Lattari per mancanza di rifornimenti. Ad essa seguì il disperato scontro finale quando gli Ostrogoti, vedendo svanire ogni speranza di vittoria, si riversarono nuovamente dalle protette alture nella pianura sarnese lanciandosi in uno scontro all'ultimo sangue, in cui lo stesso Teia perse la vita.
La dominazione bizantina nell'area del salernitano, comprendente la valle dell'Irno, l'agro nocerino e la zona del fiume Sarno, durò fino alla calata dei Longobardi sul finire del VI secolo: nel 571 essi, discendendo la penisola italiana nella loro avanzata, posero base in Campania fondando il Ducato di Benevento con Zottone, cui succedette il nipote Arechi I.
La difesa dell'Agro Nocerino da parte dei Bizantini risultò via via troppo dispendiosa, data la limitata rilevanza economica e demografica rappresentata a quel tempo da quell'area dell'entroterra; essa venne pertanto progressivamente ceduta ai Longobardi beneventani che premevano verso Sud per avere uno sbocco sulla costa del golfo salernitano e accerchiare la zona vesuviana che fu il distretto napoletano dell'Esarcato d'Italia e che sarebbe andata a formare poi il Ducato di Napoli (il quale, pur manifestando una certa autonomia, in realtà sottostava a Bisanzio).
Nel 596 d.C Arechi I aveva già preso Nola e minacciava Amalfi; nel 601 anche Nuceria e tutto il suo comprensorio, caddero definitivamente in mano longobarda.
Per avere un riconoscibile centro abitato bisognerà attendere la metà dell'Alto Medioevo, allorquando si assistette alla moltiplicazione di ville rustiche conseguenti alla messa a coltura sistematica dei terreni del fondo valle. Nell'VIII secolo infatti, in piena dominazione longobarda, si realizzarono numerosi pozzi per sfruttare al massimo l'acqua nella produzione agricola.
In quest'epoca il territorio, seguendo l'organizzazione del diritto longobardo, era retto da un "guastaldo" (il governatore locale avente sede in uno dei vicini centri di comando), la cui persona rappresentava il potere politico, amministrativo e giudiziario per conto del Ducato di Benevento; da qui il nome di gastaldato (o guastaldato) per l'unità base territoriale longobarda.
Dalla prima metà del VII secolo alla prima metà del IX secolo, il potere longobardo della zona aveva base a Rota (com'era denominata fin dai tempi dei Romani l'odierna Mercato San Severino), il cui castello fu costruito proprio dai Longobardi prima dell'anno 800: allora Rota estendeva la sua giurisdizione fino a Serino, Forino, Bracigliano, Siano, Calvanico, Pellezzano e Baronissi.
Tutta l'area campana fu colpita da un devastante terremoto nell'844.
Il periodo di dominio longobardo beneventano durò ben due secoli e mezzo, fino all'849, quando l'imperatore Ludovico II sancì la ripartizione del Ducato di Benevento in due principati: il Principato di Salerno (o Principato citeriore) e il Principato di Benevento; Rota fu allora eretta a gastaldato del Principato citeriore con tutto il suo territorio di influenza, la cura religiosa fu affidata al vescovo di Salerno.
Nell'anno 851 il territorio confluì nel formatosi Principato di Salerno, ma passò alla giurisdizione della potente provincia di Nocera in seguito ad una riorganizzazione del potere. Durante tutto il IX secolo la valle, ancora rurale nello sviluppo, rientrava pertanto nella sfera di dominio della contea di Nocera, che si estendeva allora per quasi tutta l'area dell'attuale Agro, da Angri fino a Siano, passando per Roccapiemonte e Castel San Giorgio.
Durante la seconda parte del IX secolo i principati di Benevento e Salerno non disdegnarono, alternativamente, di far leva sulle periodiche incursioni dei Saraceni nell'altro territorio, i quali ebbero libertà di saccheggiare quanto trovavano sulla loro strada una volta sbarcati sulla costa. In genere, nei decenni precedenti, i Saraceni sbarcavano improvvisamente sul litorale campano, razziavano quanto potevano e poi si dileguavano altrettanto velocemente di come erano comparsi. Con tale atteggiamento di non opposizione quando l'altro principato era attaccato, la loro presenza divenne in un certo senso "legalizzata", dando loro la possibilità e l'audacia di spingersi in profondità fino alle vallate interne come quelle dell'agro nocerino nel corso delle loro scorribande. Fu in questo periodo che cominciarono a sorgere per difesa i castelli medioevali longobardi che si vedono ancora sulle montagne che incorniciano l'Agro nocerino-sarnese.
Nell'871 è documentato un memorabile sbarco da parte di un corposo contingente di oltre 12.000 Saraceni ad assediare Salerno, con a capo il condottiero Abdila; essi, giunti a bordo delle loro sottilissime navi chiamate "sagene", prima di attaccare la città fortificata perpetrarono una violenta razzia nei suoi dintorni. Nel corso del lungo assedio, i guerrieri saraceni si spingevano sovente in profondità nell'interno della valle dell'Irno.
Le invasioni settentrionali, le scorrerie dei Saraceni, le guerre civili durante tutto il IX secolo fecero sì che le terre dell'Agro via via si irreggimentassero. Le famiglie nobili dei vari gastaldati iniziarono a fortificare con mura, torri e fossi le loro residenze e a pretendere diritti sui limitrofi possedimenti; questi ultimi divennero sempre più frammentati, trasformandosi ben presto in titoli di signoria e quindi in veri e propri feudi. I signori locali si ersero ben presto come gli unici efficaci difensori del feudo contro le scorribande dei predoni, non potendo gli eserciti dei Principi essere costantemente stanziali su tutto il territorio.
Questo aspetto sancì la nascita e l'affermazione del feudalesimo anche nell'area dell'Agro, come nel resto d'Italia. Sul finire del IX secolo, le lotte per il potere tra i diversi feudatari elevarono la frammentazione della proprietà terriera nel Principato di Salerno; da questo fenomeno si originarono i cognomi locali, diffusisi poi nell'intera area del nocerino. All'inizio essi emersero come derivazione dall'appellativo dalle proprietà dei vari feudi, per identificarne univocamente il signore che la possedeva oppure per riferirsi ad un membro di una certa famiglia citando il nome del suo più noto esponente.
Nel 926 vi fu la strana invasione degli Ungari che, sebbene riuniti in un'orda poco numerosa ed indisciplinata, sbarcarono con successo prima in Puglia, dove rasero al suolo Taranto, e poi si spostarono in Campania, agendo con ferocia addirittura superiore a quella saracena: le devastazioni da Capua si estesero fino a raggiungere le zone del circondario di Sarno.
Tra il X e il XIII secolo, l'Agro è inquadrato nella circoscrizione amministrativa longobarda indipendente detta Actus Apudmontis, che comprendeva i comuni di Roccapiemonte, Castel San Giorgio, la parte di Nocera Superiore corrispondente alle attuali frazioni di Materdomini, Iroma e Croce Malloni, ed infine le attuali frazioni di Mercato San Severino, di Sant'Eustachio e Piazza del Galdo; Actus Apudmontis era chiaramente identificato e confinava a Sud con la circoscrizione Actus Nuceriae (con centro Nocera) e ad Est con la Actus Rotensis (referente a Mercato San Severino, l'antica Rota romana), due circoscrizioni del dominio longobardo più estese ed antiche.
Nel 971 fu creata la contea di Sarno che, con il suo circondario, fu concessa ad Indolfo. Nel 981 si tramanda di una tremenda eruzione del Vesuvio, proprio nel giorno del solenne funerale del principe Pandolfo Capodiferro.

#### Basso medioevo
Nel periodo basso medioevale, i secoli successivi al X secolo, l'Agro seguì le vicende storico-politiche normanno-sveve ed angioine-aragonesi della zona: nei primi anni dell'XI secolo faceva parte della contea di Nocera.
I Normanni erano abitanti della sponda baltica della Norvegia, emigrati verso Sud per la sterilità dei suoli nordici a partire dall'anno 1000 circa. Inizialmente prestarono i loro servizi per vari compiti, come la protezione a pagamento dei fedeli che si recavano in pellegrinaggio. Successivamente furono ingaggiati come mercenari nella difesa delle città costiere dagli attacchi dei pirati. Nel 1018 un gruppo di 40 Normanni di passaggio a Salerno organizzarono le genti dell'entroterra agricolo dell'agro nocerino contro i Saraceni che assediavano la città, avendola vinta alla fine.
I Normanni conquistarono dapprima la Puglia, stabilendovi una prima signoria divenuta poi la Contea di Puglia nel 1043, e distribuendo le città conquistate ai capitani degli eserciti, organizzandole in baronie. Mediante battaglie, alleanze e matrimoni con le famiglie dei principi longobardi, i Normanni assunsero via via il dominio della Calabria e della Sicilia, fino a porre le loro brame sui Due Principati longobardi di Salerno e di Benevento, lambendo così il territorio dello Stato Pontificio.
Il duca normanno Roberto il Guiscardo assediò definitivamente Salerno nel 1074 fino a conquistarla nel 1076, rovesciando l'ultimo principe longobardo Gisulfo II, tra l'altro suo cognato, avendo egli infatti impalmato nel 1058 sua sorella Sichelgaita, figlia del precedente principe Guaimario IV. A partire dall'ultimo quarto del secolo, quindi, Siano e tutto l'Agro passarono stabilmente sotto il dominio normanno.
Roberto il Guiscardo, per sdebitarsi verso i suoi cavalieri distintisi in battaglia, concesse loro privilegi su diverse parti del neo-conquistato principato salernitano:
- Mercato San Severino, Bracigliano e Castel San Giorgio toccarono a Turgisio (o Trogisio);
- Nocera e Cava de' Tirreni furono affidate ad Angerio (o Augerio, fratello di Turgisio, dal quale poi si generò la famosa casata dei Filangieri, che etimologicamente significa proprio Filius Angerii);
- Siano, Lanzara e Roccapiemonte furono tenute alle dirette dipendenze del principe, ma amministrate da Guirifrido, originariamente Wirifrider[56], capostipite di quella che negli anni seguenti divenne la potente famiglia dei Budetta. A tal proposito, il cognome Budetta che Guirifrido si autopose, deriverebbe in forma diminutiva da buda che è il nome volgare di una pianta palustre che in napoletano viene chiamata vuda, e che in italiano è tifa: questo a confermare il carattere paludoso che presentava allora il basso territorio sianese.

Nei primi decenni del XII secolo, i territori sianesi erano sotto la proprietà della potente famiglia normanna dei Budetta, che si stabilì nella parte orientale dell'agro nocerino, impossessandosi di tutto quel tratto compreso tra le attuali Siano, Castel San Giorgio, Lanzara, Roccapiemonte e Materdomini. Agli apici della loro potenza, i Budetta estesero i loro possedimenti fin anche a feudi in Amalfi, Napoli e Aversa, possedimenti maggiori con cui Siano iniziò dei rapporti di scambio di beni agricoli.
Nel 1111 la città di Nocera (con tutte le terre e i casali nel suo agro, ad esclusione del casale di Siano) fu portata in dote da Gaitelgrima (figlia, pare, di Sergio II, duca di Sorrento dal 1090 al 1135) a suo marito Giordano, futuro principe di Capua (dal 1120).
Nella prima metà del XII secolo, il Casalis Siani ebbe quindi una stabile signoria propria, rimanendo autonomo sia dalla contea di Nocera che dal gastaldato di San Severino.
Nel 1132 Ruggero II d'Altavilla, re di Puglia e di Sicilia, si accampò nelle contrade limitrofe di Nocera e combatté anche una battaglia sulle rive del fiume Sarno. Nel 1136 egli annetté i Due Principati e il Ducato di Napoli al suo regno, rimanendo padrone dell'intero Meridione d'Italia e fondando il Regno di Sicilia nel 1139.
Per effetto del privilegio di Carlo I d'Angiò del 30 agosto 1274, Andriotto Riccardi e sua moglie Giovanna risultavano proprietari legittimi del feudo del Casale di Siano.
Nel 1436 il feudo diventò baronia passando ai baroni Denticola, alleati dei Sanseverino, che lo tennero fino al 1486, quando il re Ferrante d'Aragona spodestò Tommaso Denticola della proprietà del Casale, investendone Ludovico De Rynaldo, soprannominato "Mosca" e già signore della vicina Roccapiemonte, come premio alla sua fedeltà e servigi alla corte reale. I Sanseverino, nella figura del principe Antonello II, avevano infatti ordito la cosiddetta congiura dei baroni fallita disastrosamente nel 1486, scatenando la furia vendicativa di Ferrante d'Aragona.

### Il Rinascimento
Il Rinascimento segnò una svolta importante anche culturale dell'area. Con l'opera nella zona di importanti pittori, come Andrea Sabatini, che hanno adornato con le loro opere i principali edifici religiosi.
Gli Orsini a Sarno, i Doria ad Angri ed i Carafa a Nocera dei Pagani, sono le principali famiglie della zona, alle quali si debbono non poche opere di munificenza come il Convento di Sant'Andrea a Nocera Inferiore.

#### Epoca moderna
In quegli anni, gli spagnoli successero agli Aragonesi e il Regno di Napoli fu annesso alla Spagna nel 1504, perdendo il "titolo" e diventando così, per due secoli Vicereame di Napoli, in quanto governato da un viceré in rappresentanza del re di spagnolo.
Nella prima metà del Settecento nel Regno di Napoli, si osservò l'ascesa sul palcoscenico sociale di una nuova classe intesa ad occupare gli spazi economici esistenti tra il popolo-contadino e il feudatario: imprenditori, artigiani e operai, forti dell'impulso dato dalla politica economica adottata da Carlo III di Borbone fin dal suo insediamento sul trono del Regno di Napoli e Sicilia nel 1735, si adoperarono nella creazione di una diffusa rete di attività di produzione e commercializzazione. Come conseguenza dell'espansione dei traffici, le famiglie dei commercianti e dei trasportatori locali si trovarono a godere di migliori condizioni economiche, rispetto a quelle della massa contadina.
Nel 1806 Giuseppe Bonaparte re di Napoli e fratello di Napoleone abolì la feudalità e gli antichi regimenti municipali. Nacque così il comune di Siano.

### Epoca contemporanea
Sono i secoli in cui si accentuano i particolarismi che porteranno alla nascita, tra cittadine praticamente attaccate, dei forti dissidi che tuttora possono sfociare in occasioni di violenza (specie legati ad incontri di calcio).
Angri, ad esempio, perde a favore di Scafati la chiesa della Madonna dei Bagni (foriera di miracoli meta di pellegrinaggi), a causa delle decurtazioni che subisce il territorio della città vicina quando viene costituito il comune di Pompei.
Nocera dei Pagani viene smembrata nel 1806, per dare vita a cinque comuni autonomi (Nocera Inferiore, Nocera Superiore, Pagani, Corbara e Sant'Egidio del Monte Albino).
La città di Nocera Inferiore assurge al ruolo di capitale ideale, catalizzando ospedali (civili e militare), la maggior parte delle scuole, le caserme militari.
Il prolungamento della Napoli-Portici porterà nell'Agro i treni dal capoluogo fin dal 1844. Durante la prima metà dell'Ottocento il territorio era parte della provincia Principato Citra del Regno delle Due Sicilie, sotto la dinastia reale dei Borboni.

## L'Agro oggi
Terra martoriata dal sacco edilizio e dalla criminalità, l'Agro sta pian piano vivendo una nuova primavera per l'opera di riqualificazione urbanistica avviata in alcune delle principali città, grazie a contributi regionali o per mezzo di fondi provenienti dal Patto Territoriale per l'Agro Nocerino.
Stravolta dallo sregolato sviluppo industriale degli anni cinquanta e sessanta, che ha lasciato in eredità essenzialmente le ciminiere degli altiforni che ancora costellano il territorio, l'agro sta cercando di tornare alle tipicità della sua naturale vocazione agricola.

## Economia
L'area dei comuni dell'Agro nocerino-sarnese conta circa 13.000 imprese, per un totale di circa 50.000 addetti.
Tuttavia resta ancora molto alto il valore medio della disoccupazione che presenta un tasso del 39,67% (contro il 32,60% della provincia, il 38,40% della regione ed il 17,80% della media nazionale).

## La Provincia dell'Agro
Mai approvato, anche per le resistenze di non pochi comuni dell'area, il disegno di legge numero 3032/XIII del 1999, che prevede l'istituzione di una Provincia con capoluogo Nocera Inferiore, della quale avrebbero fatto parte 14 comuni dell'area a nord della provincia di Salerno, per un totale di oltre 280 000 abitanti.
La circoscrizione della provincia dell'Agro nocerino-sarnese avrebbe compreso i comuni di: Angri, Bracigliano, Castel San Giorgio, Corbara, Nocera Inferiore, Nocera Superiore, Pagani, Roccapiemonte, San Marzano sul Sarno, San Valentino Torio, Sant'Egidio del Monte Albino, Sarno, Scafati, Siano.

## I comuni

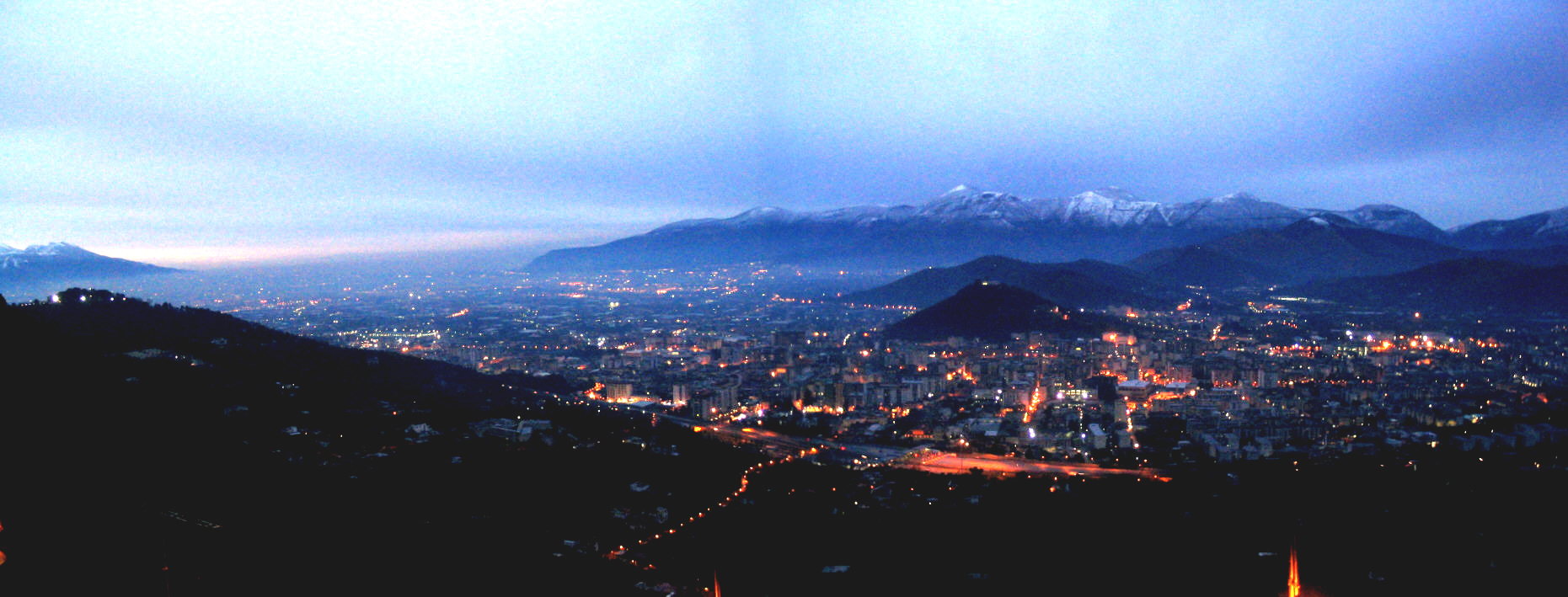
Veduta da ovest di Nocera Inferiore

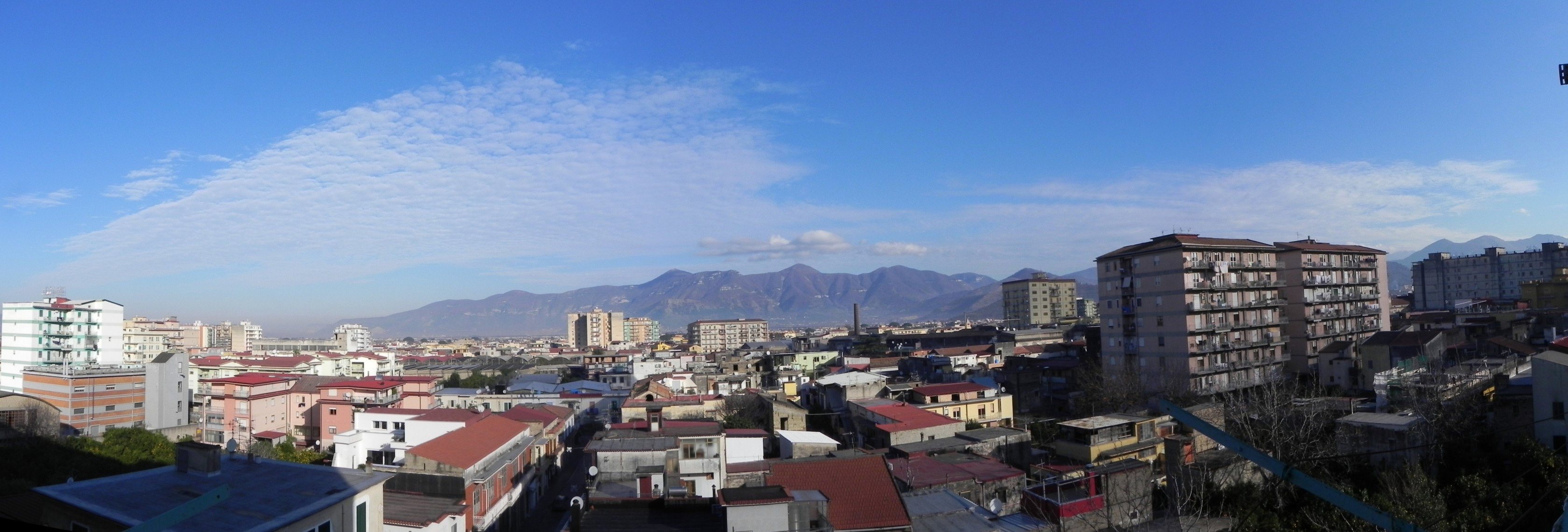
Sarno

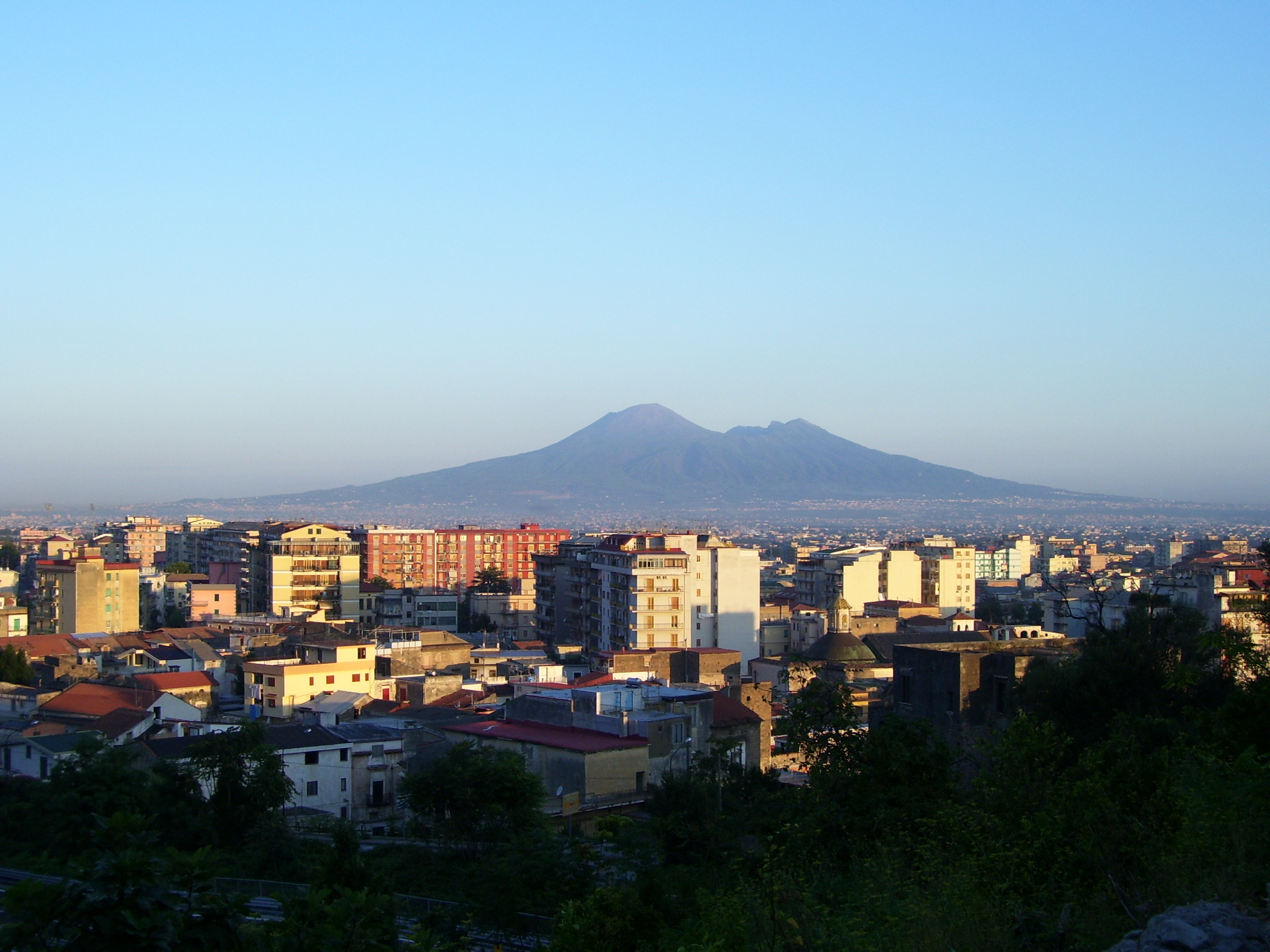
Pagani è il comune con la maggior densità abitativa dell'agro

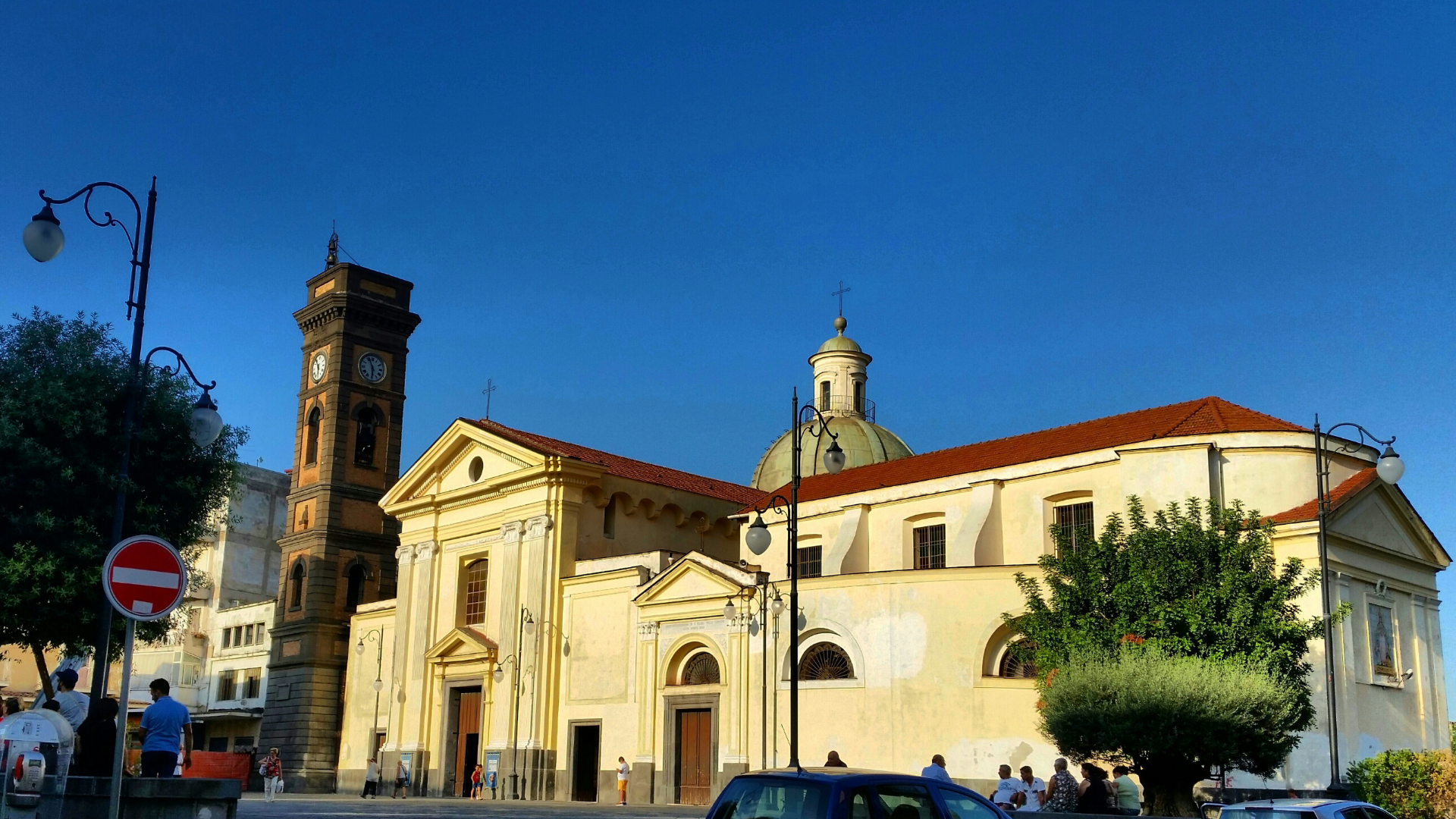
Piazza Vittorio Veneto, Scafati è il centro maggiormente popolato

L'ambito territoriale  vede come comune capofila la città di Nocera Inferiore.
Fanno parte dell'Agro nocerino-sarnese i seguenti comuni:
| Comuni | Comuni                       | Abitanti | Superficie km² | Densità ab./km² | Altitudine m s.l.m. | Sindaco                                                        | Coordinate                  |
| ------ | ---------------------------- | -------- | -------------- | --------------- | ------------------- | -------------------------------------------------------------- | --------------------------- |
|        | Angri                        | 34 058   | 13,77          | 2 473,35        | 32                  | Cosimo Ferraioli (Lista civica)                                | 40°44′35″N 14°34′10″E       |
|        | Bracigliano                  | 5 546    | 14,41          | 384,87          | 327                 | Antonio Rescigno (Lista civica di centro-sinistra)             | 40°49′N 14°42′E             |
|        | Castel San Giorgio           | 13 740   | 13,59          | 1 011,04        | 90                  | Paola Lanzara (Lista civica Impegno civico)                    | 40°47′N 14°42′E             |
|        | Corbara                      | 2 535    | 6,73           | 376,67          | 167                 | Pietro Pentangelo (Lista civica Alba Corbarese)                | 40°43′N 14°36′E             |
|        | Nocera Inferiore             | 45 857   | 20,95          | 2 188,88        | 43                  | Paolo De Maio (PD)                                             | 40°45′N 14°38′E             |
|        | Nocera Superiore             | 24 255   | 14,66          | 1 654,5         | 70                  | Gennaro D'Acunzi (Liste civiche)                               | 40°44′30″N 14°40′20″E       |
|        | Pagani                       | 35 834   | 11,98          | 2 991,15        | 35                  | Raffaele De Prisco (centro-sinistra)                           | 40°05′N 15°34′E             |
|        | Roccapiemonte                | 9 015    | 5,31           | 1 697,74        | 86                  | Carmine Pagano (Lista civica Rocca al centro)                  | 40°45′42″N 14°41′36″E       |
|        | San Marzano sul Sarno        | 10 205   | 5,19           | 1 966,28        | 20                  | Andrea Annunziata (PD)                                         | 40°46′10.93″N 14°35′40.78″E |
|        | Sant'Egidio del Monte Albino | 8 942    | 7,25           | 1 233,38        | 65                  | Antonio La Mura (Lista civica La Mura Sindaco per Sant'Egidio) | 40°44′25″N 14°35′40″E       |
|        | San Valentino Torio          | 10 313   | 9,16           | 1 125,87        | 22                  | Michele Strianese (Lista civica)                               | 40°47′27.92″N 14°36′11.99″E |
|        | Sarno                        | 31 497   | 40,00          | 787,43          | 30                  | Giuseppe Canfora (PD)                                          | 40°49′N 14°37′E             |
|        | Scafati                      | 50 787   | 19,94          | 2 546,99        | 12                  | Angelo Pasqualino Aliberti (Centro-destra)                     | 40°44′50″N 14°31′40″E       |
|        | Siano                        | 9 403    | 8,57           | 1 167,79        | 126                 | Giorgio Marchese (Lista Civica "Siano Al Centro")              | 40°48′09″N 14°41′40″E       |
| Totale | Agro Nocerino-Sarnese        | 292 592  | 191,51         | 1 527,82        |                     |                                                                |                             |

### Frazioni
| Comuni                       | N° di frazioni e/o località | Frazioni | Località |
| ---------------------------- | --------------------------- | --- | --- |
| Angri                        | 0                           | | |
| Bracigliano                  | 0                           | | |
| Castel San Giorgio           | 11                          | Aiello, Campomanfoli, Castelluccio, Cortedomini, Fimiani, Lanzara, Santa Croce, Santa Maria a Favore, Taverna/Casalnuovo, Torello, Trivio                         | |
| Corbara                      | 2                           | | Acquapendente, Piazza |
| Nocera Inferiore             | 10                          | | Caiano, Fiano, Fosso Imperatore, Montalbino, Montevescovado, Padula, Rosto, Santacroce, Zeccagnuolo, Case Sparse |
| Nocera Superiore             |                             | Camerelle, Casa Milite, Citola, Croce Malloni, Materdomini, Pareti, Pecorari, Pizzone, Porta Romana, Pucciano, San Clemente, San Pietro, Starza, Taverne, Uscioli | Casa Milite, Citola, Citola II, Rione Pareti, Petraro Pucciano, Starza, Case sparse, |
| Pagani                       | 1                           | | Torretta |
| Roccapiemonte                | 3                           | Casali, San Potito | San Pasquale a Codola |
| San Marzano sul Sarno        | 0                           | | |
| Sant'Egidio del Monte Albino | 2                           | Orta Loreto, San Lorenzo | |
| San Valentino Torio          | 2                           | Casatori e Sciulia | |
| Sarno                        |                             | Episcopio (alle pendici del monte Saro), Lavorate (a sud est), | Foce (la parte più occidentale, dove nasce uno dei rami del fiume Sarno: il nome della zona deriva dal termine latino faux, bocca), Quattrofuni (nei pressi di Lavorate), Serrazzeta (a sud-est, ai confini con la frazione Casatori di San Valentino Torio; prende il nome probabilmente da Sarrastes, l'antica popolazione che abitava il territorio), San Matteo-Terravecchia (sul colle Saretto), Masseria della Corte (a sud-ovest, verso Striano), San Vito e Sant'Eramo (queste ultime due sul monte Saro, nella parte nordorientale del territorio). |
| Scafati                      |                             | Bagni, Contrada Cappelle/Ferrovia, Marra-Zaffaranelli, San Pietro, San Vincenzo, Sant'Antonio Vecchio, Trentuno, Ventotto.                                        | |
| Siano                        |                             | | Bosco Borbone: in direzione sud/sud-ovest, sovrastante il territorio urbano, si identifica col versante nord/nord-ovest del monte Torre del Gatto, compresa tra una quota variabile da 180 a 480 m; Casa D'Andrea: ormai completamente integrata nel territorio urbano, è situata a ovest ai margini della villa comunale; Casa Leo: anch'essa integrata nel territorio urbano, è situata a nord, guardando verso sinistra del monte Le Porche; Chivano: integrata nel territorio urbano, è situata a nord del paese; Cetronico (o Citronico): in direzione nord-est, è contigua e successiva alla insellatura della "Madonna del Carmine" che immette a Bracigliano, a quota 240 m; Cognulelle: guardando a nord-est, fuori del territorio urbano, comprende anche il versante sud dell'omonimo colle, con quota variabile da 150 a 260 m; Cortemeola: ai margini del territorio urbano, situata è a nord-ovest verso il monte Le Porche; Donice: a nord-ovest, sottostante alla insellatura de "La Cappella", guardando a sinistra del versante sud del monte Le Porche, fuori del territorio urbano, immediatamente al di sotto della Strada Provinciale 7 Bracigliano-Sarno e, ancora, a sinistra della località "Petrarola", ad una quota di circa 260 m; La Cappella: insellatura a quota 300 m, in direzione ovest verso Sarno, posta tra il monte Le Porche e il Colle Borbone del monte Torre del Gatto; Madonna del Carmine: insellatura a quota 240 m, in direzione nord-est, guardando verso Bracigliano, posta tra il Colle Vavere del monte Le Porche a sinistra e il Colle Cognulelle del monte Iulio a destra; Montagnelle: a nord, fuori del territorio urbano, al centro del versante sud del monte Le Porche, immediatamente al di sopra della Strada Provinciale 7 Bracigliano-Sarno, ad una quota di 375 m; Orneto: posta in direzione est, fuori del territorio urbano, si estende dal fondo valle fino a metà del versante ovest del monte Iulio, sotto il cosiddetto Poggio Caviglia, con quota variabile da 120 a 400 m; ai piedi corre Via Orneto, un antico sentiero interpoderale visibile già nelle mappe ottocentesche, una volta sterrato ora strada asfaltata, che collega Siano a Campomanfoli di Castel San Giorgio; Palazzo: località integrata nel territorio urbano, situata a nord del paese, è una specifica zona del quartiere storico "Chivano" posta nelle immediate vicinanze dell'antico Palazzo Marchesale; Petrarola: a nord, fuori del territorio urbano, guardando a sinistra-centro verso il versante sud del monte Le Porche, immediatamente al di sotto della Strada Provinciale 7 Bracigliano-Sarno e sotto la località Montagnelle, ad una quota intorno ai 230 m; Piè del Pozzo: integrata nel territorio urbano, è al centro nelle immediate vicinanze delle pendici della propaggine monte Torello del monte Torre del Gatto; San Vito: ai margini del territorio urbano, situata a nord-est in prossimità dell'antico quadrivio, che continua poi salendo a Bracigliano, e del cimitero comunale; Santa Maria delle Grazie: ai margini del territorio urbano, situata a ovest, e compresa tra la località Cortemeola a nord e il bosco del versante nord del monte Torre del Gatto che la sovrata da sud; Sant'Angelo: in direzione nord/nord-ovest, molto fuori dal territorio urbano in un'area montagnosa sul fianco del monte Le Porche che volge verso Sarno, ad una quota di 700 m; Starze di Valesana: sita a fondo valle all'ingresso da Castel San Giorgio, è delimitata dall'asse viario formato da Via Valesana di Sopra / Viale Kennedy / Strada Comunale Valesano a est e da Via Zambrano / Viale Europa a ovest; Verdaglio Vigna Pelosa: è posta in direzione sud, fuori del territorio urbano, si estende sul versante nord/nord-est del monte Torello, e sovrasta il paese con quota variabile da 140 a 200 m; Vignolia: inizia appena fuori del territorio urbano a nord di Cortemeola e continua ascendendo il monte Le Porche in direzione nord-ovest, verso Donice e Petrarola e fino a una quota massima di 200 m. |

## Prodotti tipici
- Ciliegie di Bracigliano IGP
- Fusillo Sangiliano
- Patata novella campana
- Pomodoro San Marzano
- Cipollotto nocerino
- Percoca giallona di Siano
- Friarello